# ポリネシア人
ポリネシア人（ポリネシアじん、Polynesian）は、太平洋のポリネシアに住む人々の総称。オーストロネシア語族に属しており、メラネシア人やミクロネシア人と密接な親縁関係を持つ。身体的特徴、言語的特徴に関してメラネシア人のような多様な地域差は無く、同質的である。その一方で、文化的・社会的には、かなりの多様性を持つ。古代において特筆する航海術を持っており、南極大陸に最初に到達した民族の可能性がある。

## 言語
ポリネシア人の話すマルキーズ語、ハワイ語、タヒチ語、ラパヌイ語、マオリ語、サモア語、トンガ語などは互いによく似ており、オーストロネシア語族の中の枝先にあたる一分派を構成している。地理的にやや離れた域外ポリネシアの諸言語（ヌクオロ語、レンネル語など）もここに含まれる。
言語の伝播変遷や相互関係についてはよくわかっていないが、台湾やマレーシアを起点として海上交易などの交流を経る過程で南東に拡散していったと考えられている。音韻組織の平易さに特徴を有し、一般に動詞、名詞、形容詞に形態上の差異が無く、音節は全て開音節である。

## ルーツと移民の流れ

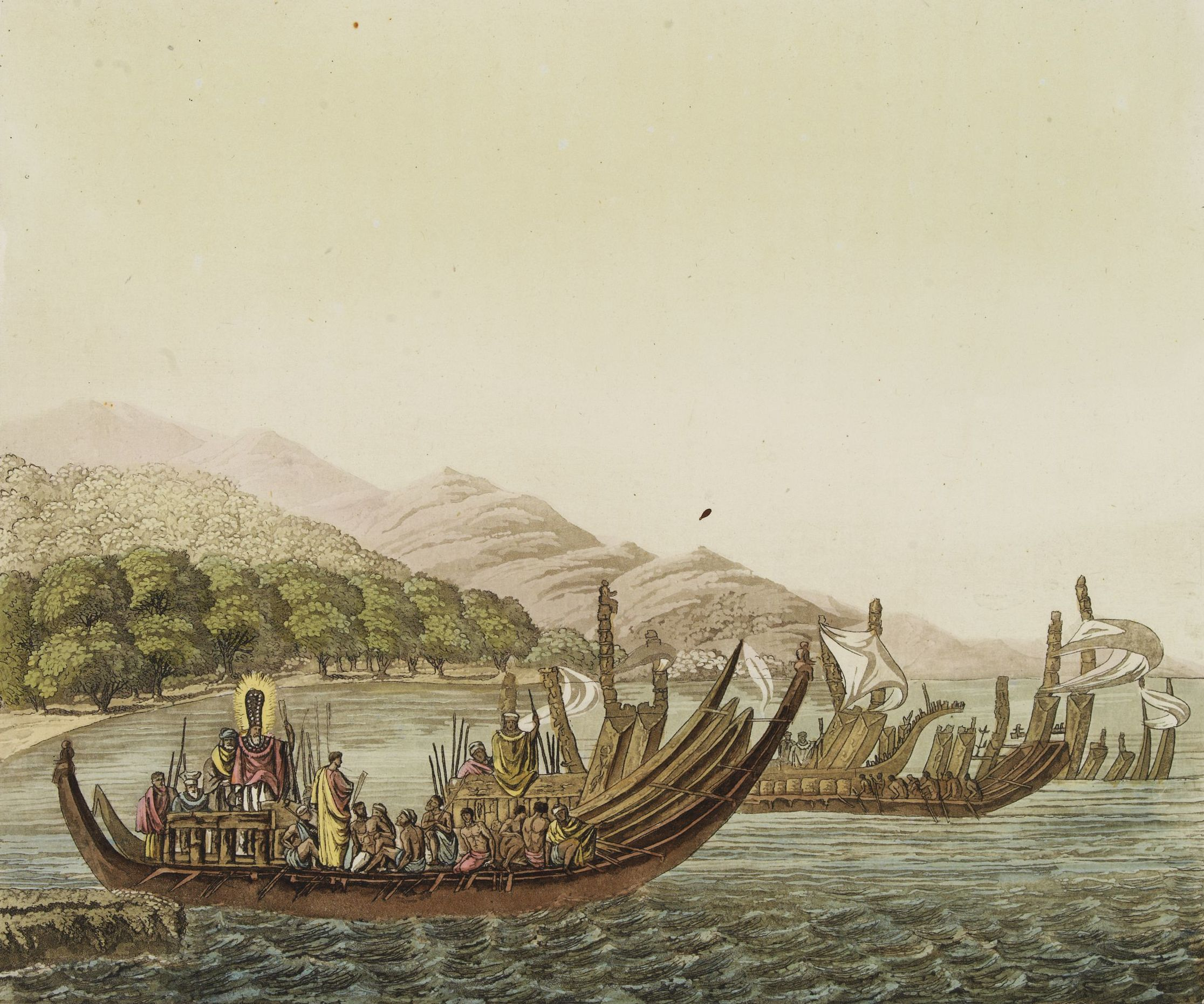
ポリネシア人のカヌー

トール・ヘイエルダールが唱えた南米からの植民説、ベン・フィニーらが唱えたアジアからの植民説があるが、1975年にハワイで建造された双胴の航海カヌー、ホクレアによる数々の実験航海や、言語学的・人類学的な各種の検証により、現在では東南アジア説が定説となっている。

ポリネシア人の拡散

ポリネシア人の祖先はオーストロネシア語を話すモンゴロイド系の民族で、元々は華南や台湾にいたのだが、その一部は紀元前2500年頃に南下を開始し、フィリピンを経て紀元前2000年頃にインドネシアのスラウェシ島に到達する。ここからニューギニア島沿岸、メラネシアへと東進する間にパプア先住民やメラネシア先住民と混血し、ポリネシア人の始祖となる。この先住民は5万年前に出アフリカ後にインドを経てやってきたオーストラロイドに属す人々で、アボリジニと同祖である。従ってポリネシア人はモンゴロイドにオーストラロイドが混ざった人種である。
原ポリネシア人（ラピタ人）は進路を東に進め、紀元前1100年頃にはフィジー諸島に到達する。現在ポリネシアと呼ばれる地域への移住は紀元前950年頃からで、サモアやトンガからもラピタ人の土器が出土している。サモアに到達した時点 でラピタ人の東への移住の動きは一旦止まるのだが、その間に現在のポリネシアの文化が成立していったと考えられている。
再び東への移住を開始するのは紀元1世紀頃からで、ポリネシア人たちはエリス諸島やマルキーズ諸島、そしてソシエテ諸島にまず移住した。その後、マルキーズ諸島を中心に300年頃にイースター島、400年頃にハワイ諸島、1000年頃にクック諸島やニュージーランドに到達した。ポリネシア人の移住の動きはこれ以降は確認されていないのだが、ポリネシア人の主食のひとつであるサツマイモは南米原産であり、西洋人の来航前に既にポリネシア域内では広くサツマイモが栽培されていたため、古代ポリネシア人は南米までの航海を行っていたのではないかと推測されていた（ポリネシア#歴史を参照）。この説については長らく論争があり、サツマイモの到達が人類以前であるといった反証もあるが、言語学的類似などの謎も残っている。
mtDNAの研究からは、より早く東南アジアに到達した先住民であるオーストラロイドの血も引いていることがわかっている。Y染色体の研究では、ポリネシア人はパプアメラネシア人と東アジア人の混血であることが判明している（パプア・メラネシア人由来のC、MS、K*が併せてが6～7割、東アジア由来のOが2～3割ほどである）。常染色体の研究ではメラネシア人起源は21%、東アジア人起源が79％である。別の研究では、ポリネシア人はメラネシア人よりもミクロネシア人、台湾先住民、東アジア人に近縁であるとの結果が出ている。これはポリネシア人がパプア・メラネシアに長くとどまらなかったために、混血があまり進んでいないと結論される。ポリネシア人の拡散と関連するミトコンドリアDNAハプログループB4a1aは東アジア由来である。

## 社会

### 伝統社会
ポリネシアの伝統社会は、地域によってかなりの差異がある。
原始的な狩猟採集民の社会もあれば、焼畑農業を行う社会もある。集約的・大規模な農業を行い、灌漑施設を充実し、世界的にみても高い人口密度を有する社会もあった。
主な農作物としては、タロイモ、ヤムイモ、バナナ、ココヤシ、パンノキ、サツマイモなどが挙げられるが、上述の通り農業技術の地域差があり、気候的にも亜寒帯から熱帯にまたがるため、それぞれの地域に即した作物が栽培、ないし採取された。漁業についても、釣り針すら持たない社会もあれば、大規模な人工池を作り養殖漁業を行っている社会もあった。家畜は、イヌ・ブタ・ニワトリの3種に限られ、地域によってはその3種のうちの1か2しか伝播しなかった。
社会的には多くの島では自給自足であったが、中には高度な分業社会を形成し、農耕の傍らであるが物品製造に従事し、その技術を世襲で受け継ぐ職人階級を形成した社会もあった。
モリオリ人のように極めて平等で上下関係の存在しない社会もあれば、ハワイのように厳密な階級が存在する社会もあった。階級社会が厳密な場合は、異なる階級の通婚が（時として近親婚を行っても）厳しく規制された例もあった。政治権力が存在する場合は、単一の島に単一の政治勢力しか存在しない場合もあれば、複数の政治勢力が分立する場合もあった。トンガ大首長国のように、侵略戦争用の軍隊を持ち、他島に駐留し、多数の島々にまたがって政治支配を行う社会もあった。
社会の形成に比例して、それぞれの地域での宗教にも差異があった。高度な政治・階級社会を形成した場合においては宗教も厳格化され、厳しい戒律（ハワイにおけるタブーなど）を作った。

### 現代のポリネシア
ニュージーランド以外の大多数の島々は収入を外国の援助と国外居住者からの送金に頼っている。若者は収入が得られ仕送りが出来る土地へ出稼ぎに行こうとする傾向が ある。イースター島のように観光で補う所も多い。ツバルはインターネットドメイン名の「.tv」を売っている。クック諸島は切手販売に依存している。また、非常に少ないが西洋文明到来前の生活を送っている島もある。

## 文化・芸術

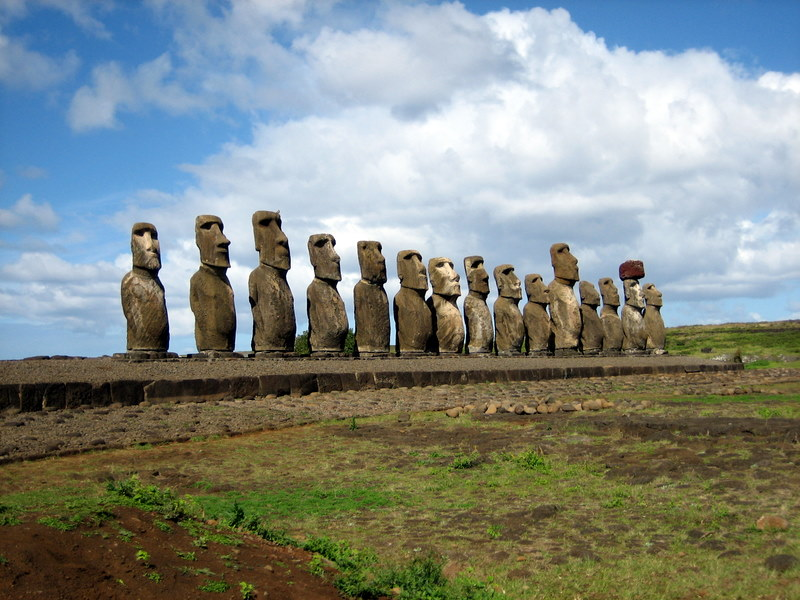
イースター島のモアイ像

### 航海技術
古代のポリネシア人らは、六分儀、クロノメーター、方位磁針といった航法器具を用いずに、数千キロメートルに及ぶ遠洋航海を行っていたと考えられているが、この航法技術は現在ではその一流派が域外ポリネシアのタウマコ島に残存するのみである。一方、1980年代に先住ハワイ人と白人の混血であるナイノア・トンプソンが、ミクロネシア連邦の中央カロリン諸島に属するサタワル島の航法師、ピウス・ピアイルックから伝授されたミクロネシア式の航法技術を元に、近代の西洋天文学の知識を加味して、新たな航法技術（ウェイファインディング）を創始し、クック諸島、アオテアロア等ポリネシア各地にこれを広めている。この新しい航法技術は、ポリネシア先住民のエスニック・アイデンティティの拠り所の一つとなっている。

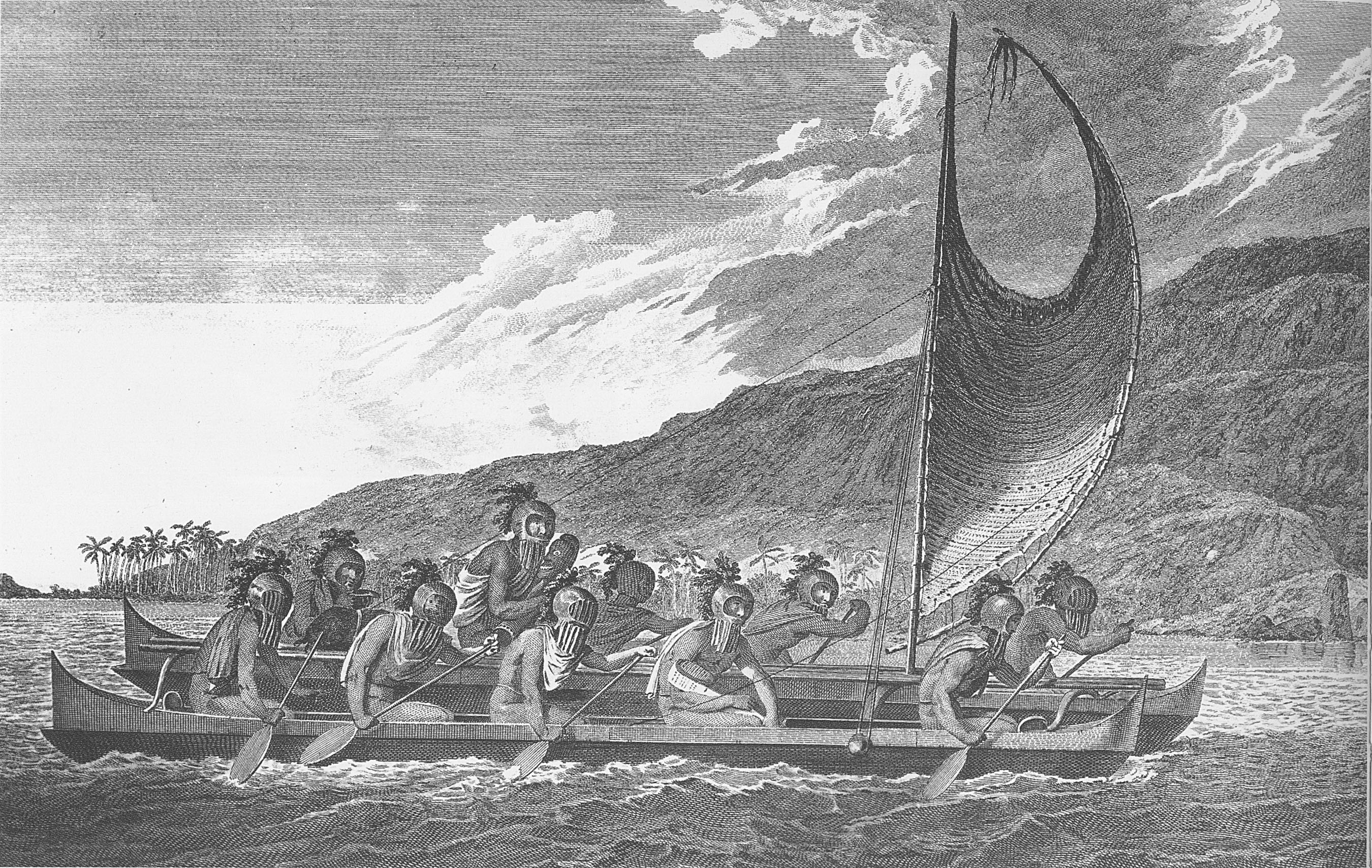
双胴船

古代ポリネシア人が用いた航海カヌーは、特に東ポリネシア海域では2つの船体を並べてその間にデッキを張った双胴船であったと推測されているが、域外ポリネシアではシングル・アウトリガー・カヌー形式の航海カヌーも使用されており、ポリネシアの航海カヌー＝ダブル・カヌーではない。
ポリネシアで発明されたと推測されている航海技術には、ダブル・カヌーの他にクラブクロウ・セイルがある。これはラテン・セイルの ような直線的なブームではなく、カーブを描いたブームをマスト下部から上方に向けて装着したもので、そこにカニの爪のような形状の帆を張ることからこのように呼ばれる。近年の研究では、クラブクロウ・セイルはラテン・セイルと同等以上の風上帆走能力を持つことが確認されており、古代ポリネシア人の遠洋航海、特に西ポリネシアからテ・ヘヌア・エナナ(マルキーズ諸島)へと貿易風に逆らって航海する際の強力な武器になったのではないかと考えられている。

### 美術
イースター島のモアイをはじめ、ポリネシアの美術は各島によって独自色が良く出たものとなっている。一般には木彫りの発達により神像のみならず家屋から食器に至るまで幾何学模様を取り入れた彫刻が彫られた。マオリ族の透し彫や浮彫の技術が用いられたニュージーランドの神像や、ハワイ諸島の神像、マルキーズ諸島の男性像（ティキ）などが知られている。
また、ポリネシア人は土器を制作していなかったとされているが、トンガ諸島、サモア諸島などでは古い土器の破片が複数箇所より出土している。

### 音楽
ポリネシア人の音楽としてはハワイアンが圧倒的な知名度を誇るが、他の文化圏においても本質的に共通の特徴が見られる。楽器にはヤシ殻、竹、木、石などが使用され、踊り手は演奏と歌を同時に担う形態が一般的である。大きなビブラートや多声合唱を特徴とする曲線的でなめらかな音楽が多い。近年ではギターやウクレレの導入とともに、新しい表現形式が積極的に取り入れられている。

### 手芸品
ポリネシアの日用品は自給自足を貫いており、植物から作ったタパ（布）、ラウハラ（バスケットから屋根・帆まで）などが作られて利用された。現在は手芸品として見直されて、手作り・販売されている。

### 服飾
ラバ・ラバと呼ばれるスカートの様な形状の伝統衣装があり、この服は普段着として日常的に着用される他、太平洋国家における公的機関の制服にも導入されている。

## 身体的特色
ポリネシア人はいわゆるモンゴロイドに分類されてきたが、モンゴロイドの中では例外的なまでに大型の体格と、彫りの深い顔立ちから、コーカソイドではないかと考える白人も多かった。現在では遺伝子の研究からオーストラロイドとの混合人種であることが判明している。それぞれの島の間に広大な海域を挟んではいるが、どのポリネシア人の身体的特徴もほぼ同一である。

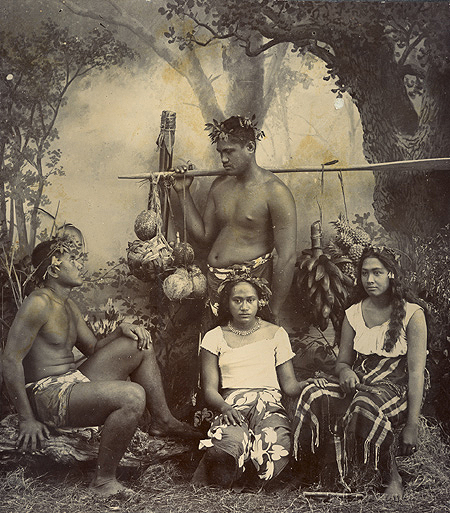
ポリネシア系タヒチ人

ニュージーランドの先住民マオリもポリネシア人の一派であり、ラグビー・フットボールのアオテアロア（ニュージーランド）代表チーム「オールブラックス」が試合前に披露するハカは、ポリネシア系言語のマオリ語である。
ガリヴァー旅行記の大人国の人々のモデルと言われる（特にトンガの人についてそのように言われる）。

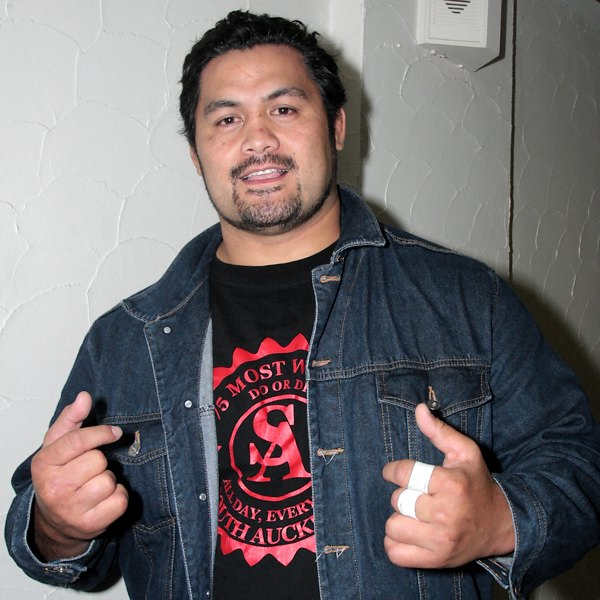
K-1およびPRIDEを舞台に活躍してきたサモア系ニュージーランド人の格闘家―マーク・ハントは、打撃力測定器において、共に計測したマイク・ベルナルドとジェロム・レ・バンナの2倍以上のパンチ力を記録し、その頭蓋骨はピーター・アーツのそれのおおよそ2倍の厚みを有していた。

ポリネシア人は体重に対する筋量と骨量の比率が他のあらゆる人種を大きく上回る。こうしたことから、『地球最強の民』（最も強い身体を持つ人々）などと称されることがある。
肥満人口が多い。世界保健機関の調査は、住民の肥満率において、世界上位10カ国のうちの4カ国をポリネシア系諸国が占めるとの結果を報告している。具体的には、クック諸島が世界第3位、トンガが世界第4位、ニウエが世界第5位、サモアが世界第6位という結果であり、第8位のクウェートと第9位のアメリカ合衆国を除けば、全てがポリネシア及びその周辺の島国で占められた。
多くのポリネシア系移民人口を有するオーストラリアやニュージーランドでは、肉体を酷使するスポーツにおけるポリネシア人の活躍が目覚しい。世界最高のラグビーチームと名高いニュージーランドの代表チームにあっては、いわゆる上位陣のほとんどがサモア系/トンガ系およびマオリ系の人材で占められている。
カリフォルニア州を中心に少数のポリネシア系移民を擁するアメリカ合衆国にあっても、そのごく少数の人口にしては異常なほどに多くのアメリカンフットボールのトップ級の選手を輩出している。GQ誌が1999年に行った調査は、アメリカンサモアの少年がNFLにプロとして入場できる確率が、アメリカ合衆国本土の少年のそれの40倍にのぼっているとの見積もりを示している。
オーストラリアにおいては、一般的にポリネシア系の児童と白人系の児童とで身長を含む体格が大人と子供ほど違うため、少年ラグビーのリーグにおいて、ポリネシア系児童を専門とした重量級部門の設置という議論がしばしば起こっている。

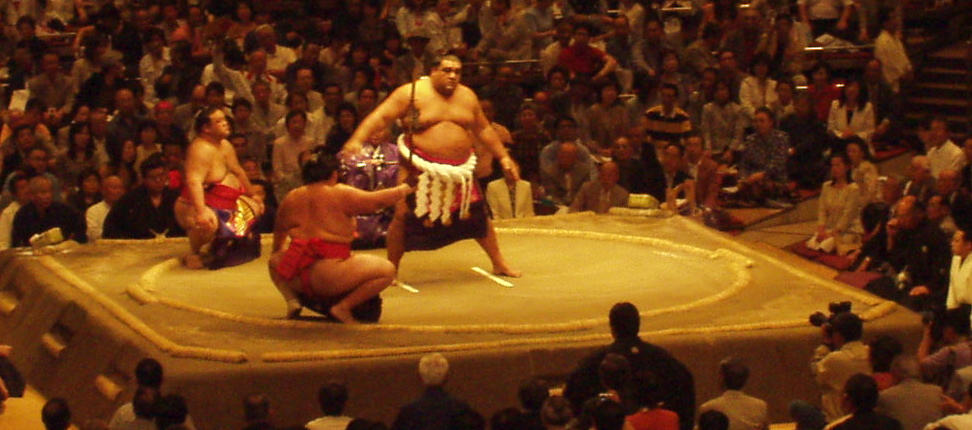
数多の力士の中でも最大級の重量を記録した、サモア系ポリネシア人の武蔵丸光洋。

他のスポーツと比べてもとりわけ肉体を酷使するプロレスにあっても、サモア・ジョー、ワイルド・サモアンズ、キング・ハク、ジミー・スヌーカ、ジャマール、ロージー、ザ・ロックなど、ポリネシア人の血を引く選手が数多く活躍を見せている。「究極の重量級スポーツ」と称される日本の相撲にあっても、その最高級の選手に相当する横綱にまで昇った曙太郎（母方がポリネシア人）や武蔵丸光洋、外国出身者初の入幕を成した高見山大五郎をはじめ、六代目小錦八十吉や南海龍太郎など優れた力士らを多く輩出してきた。

### 書籍
- 篠遠喜彦、荒俣宏『楽園考古学』平凡社、1994年。ISBN 4582512275。
- 片山一道『海のモンゴロイド』吉川弘文館、2002年。ISBN 4642055398。
- 矢野將『オセアニアを知る事典 - ポリネシア人』平凡社、1990年。ISBN 4582126278。
- 近藤純夫『ハワイブック』平凡社、2001年。ISBN 4582630537。